# 나주 죽림사 극락보전
나주 죽림사 극락보전(羅州 竹林寺 極樂寶殿)은 대한민국 전라남도 나주시 남평읍 풍림리에 있는 건축물이다. 1984년 2월 29일 전라남도의 문화재자료 제92호로 지정되었다.

## 개요
죽림사는 백제 비유왕 24년(440년)경 아도화상이 세웠다고 하나 확실하지는 않다. 다만 발견된 사리와 청동불두로 보아 통일신라 이전이나 같은 시대로 추정할 수 있다. 지금은 극락보전, 영산전, 청향각, 삼성전 등이 있다.
극락보전은 앞면 3칸·옆면 1칸 규모로 지붕은 옆면에서 볼 때 사람 인(人)자 모양인 맞배지붕으로 꾸몄다. 지붕 처마를 받치기 위해 장식하여 만든 공포는 기둥 위에만 있는 주심포 양식이다.
건물 안쪽 천장은 우물 정(井)자 모양으로 천장 속을 가리고 있는 우물천장이며, 아미타불을 모시고 있다.

## 현지 안내문
이 극락보전은 아미타불을 모시고 있다. 2.2m 높이의 막돌쌓기 기단 위에 건축하였는데 비바람을 막기 위해 풍판(風板)이 설치된 건물이다. 기둥은 가운데 부분이 두툼한 배흘림을 약하게 구현하고 있다.
내부는 기둥 없이 통칸으로 처리하여 확 터진 듯한 느낌을 준다. 천장은 층단을 둔 우물천장이다. 아미타불을 모신 곳이기 때문에 불단이 앞쪽이 아니라 옆쪽으로 자리잡고 있다. 문은 모두 띠살장인데 앞쪽과 오른쪽에 문이 있고 또 뒤쪽에도 문이 있는 것이 독특하다. 전체적으로 아담하고 짜임새가 간결한 건물로 조선후기에 지은 것이다.
죽림사기에 의하면 죽림사는 백제 비유왕 14년(440) 아도화상이 창건하였다는 설이 있으나 확실치 않다. 또한 대웅전을 비롯하여 많은 전각들이 있었던 것으로 기록하고 있다.

## 참고 자료
- 죽림사극락보전 - 국가유산청 국가유산포털